# Austriaccy posłowie do Parlamentu Europejskiego 1999–2004
Austriaccy posłowie V kadencji do Parlamentu Europejskiego zostali wybrani w wyborach przeprowadzonych 13 czerwca 1999.

## Lista posłów
Wybrani z listy Austriackiej Partii Ludowej
- Marilies Flemming
- Othmar Karas
- Hubert Pirker
- Reinhard Rack
- Paul Rübig
- Agnes Schierhuber
- Ursula Stenzel

Wybrani z listy Socjaldemokratycznej Partii Austrii
- Maria Berger
- Herbert Bösch
- Harald Ettl
- Hans-Peter Martin (niezrzeszony)
- Christa Prets
- Karin Scheele
- Hannes Swoboda

Wybrani z listy Wolnościowej Partii Austrii
- Gerhard Hager
- Wolfgang Ilgenfritz
- Hans Kronberger
- Daniela Raschhofer
- Peter Sichrovsky

Wybrani z listy Zielonych
- Mercedes Echerer
- Johannes Voggenhuber